# Jakob Johansson
För andra betydelser, se Jakob Johansson (olika betydelser).
Jakob Valdemar Olsson Johansson, född 21 juni 1990 i Trollhättan, är en svensk före detta fotbollsspelare (mittfältare) som senast spelade för svenska IFK Göteborg.

## Karriär
Johansson värvades inför säsongen 2007 tillsammans med tränaren Jonas Olsson från FC Trollhättan till IFK Göteborg. Han gjorde sin allsvenska debut den 27 juni 2007 som nybliven 17-åring, en debut som innebar att han blev första person född på 90-talet att spela i Allsvenskan. IFK Göteborg vann serien och med sina 9 matcher från start förärades Johansson som den yngsta spelaren någonsin med en medalj (någonting som endast tilldelas de 16 spelare i det vinnande laget som har flest allsvenska matcher under säsongen).
Johansson gjorde sitt första mål i den blåvita tröjan i en cupmatch mot Ljungskile SK den 28 juni 2008, där hans mål blev det avgörande i matchen som slutade 1–0 till IFK Göteborg. Målet följde han upp i nästkommande cupmatch mot på bortaplan mot GIF Sundsvall där han inledde målskyttet i matchen som slutade 3–2 till IFK Göteborg.
Sitt första allsvenska mål gjorde Johansson i en hemmamatch mot Hammarby IF där IFK Göteborg vann matchen med 2–0 efter att Johansson avslutat målskyttet. Efter denna match mottog han mycket beröm för sin insats, ett trendbrott från kritiken efter tidigare deltaganden. IFK Göteborg-fansens egna skribenter på webbsidan svenskafans.com gav honom ett betyg på 5 av totalt 7, bland de allra högsta betygen på laget den matchen.
I mars 2013 förlängde Johansson sitt kontrakt med klubben fram till och med säsongen 2014.
Johansson tilldelades supportrarnas pris Årets ärkeängel 2012.
Den 28 december 2014 skrev Johansson på ett kontrakt på 3,5 år med AEK Aten.
Den 22 augusti 2015 gjorde han sin debut i Grekiska Superligan då han hjälpte sitt lag AEK Aten att vinna med 3-0 mot Platanias.
I juni 2021 meddelade Johansson att han avslutade sin fotbollskarriär på grund av skadeproblem.

## Landslagskarriär
I mars 2010 debuterade Johansson i U21-landslaget i en match mot Portugal som Sverige vann med 2-0,
Den 23 januari 2013 gjorde han debut för A-landslaget i en match i King's Cup mot Nordkorea.
Den 11 november 2016 gjorde Johansson tävlingsdebut för A-landslaget i en VM-kval-match borta mot Frankrike som förlorades med 2-1.
Johansson kom in från bänken och gjorde matchens enda mål när Sverige besegrade Italien hemma på Friends Arena den 10 november 2017, i den första av två playoffmatcher till VM 2018. Detta var Johanssons första mål i landslaget. Han ersatte skadade Albin Ekdahl i startelvan i returmatchen på San Siro tre dagar senare, men tvingades till byte efter tjugo minuter med skadat korsband. Matchen slutade 0-0, vilket innebar att Johanssons mål i Solna tog det svenska herrlandslaget till fotbolls-VM för första gången på tolv år.

## Meriter
- Vinnare av allsvenskan med IFK Göteborg 2007
- Vinnare av Franska Ligacupen med Stade Rennais FC 2019